# Ilvy Njiokiktjien
Ilvy Njiokiktjien est une photographe et journaliste multimédia indépendante néerlandaise née en 1984 à Utrecht. Elle est reconnue pour son travail en Afrique du Sud post-apartheid.
Elle a reçu de nombreuses récompenses dont le prix Canon de la femme photojournaliste 2011, le prix World Press Photo Multimedia 2012 et le premier prix du POYi's Issue Reporting Multimedia Story 2012. Elle est basée aux Pays-Bas et est représentée par l'Agence VII.

## Biographie
Ilvy Njiokiktjien est née le 28 septembre 1984 à Utrecht. De plus, elle y étudie le journalisme et part travailler comme photojournaliste pour le quotidien sud-africain The Star.
Ses photos ont été présentées dans de nombreux journaux et magazines internationaux dont Der Spiegel, The New York Times, Le Figaro, National Geographic ou la revue 6Mois,,,.

## Récompenses
- 2011 : Bourse Canon de la femme photojournaliste, festival Visa pour l’image[7]

## Expositions majeures
- 2012 : Sang afrikaner / La génération née libre, festival Visa pour l’image, Perpignan[7]

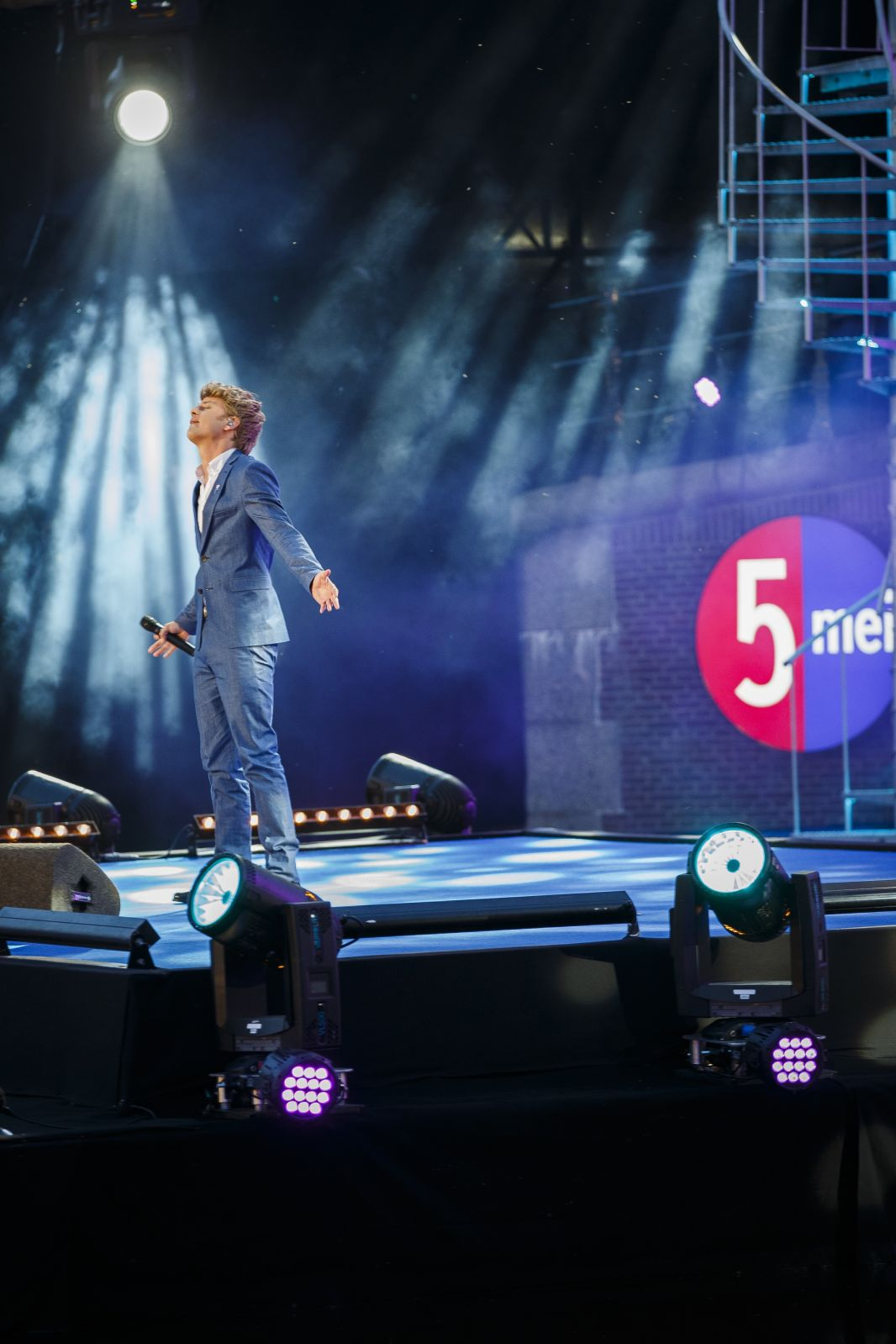
Wouter Hamel (2014)
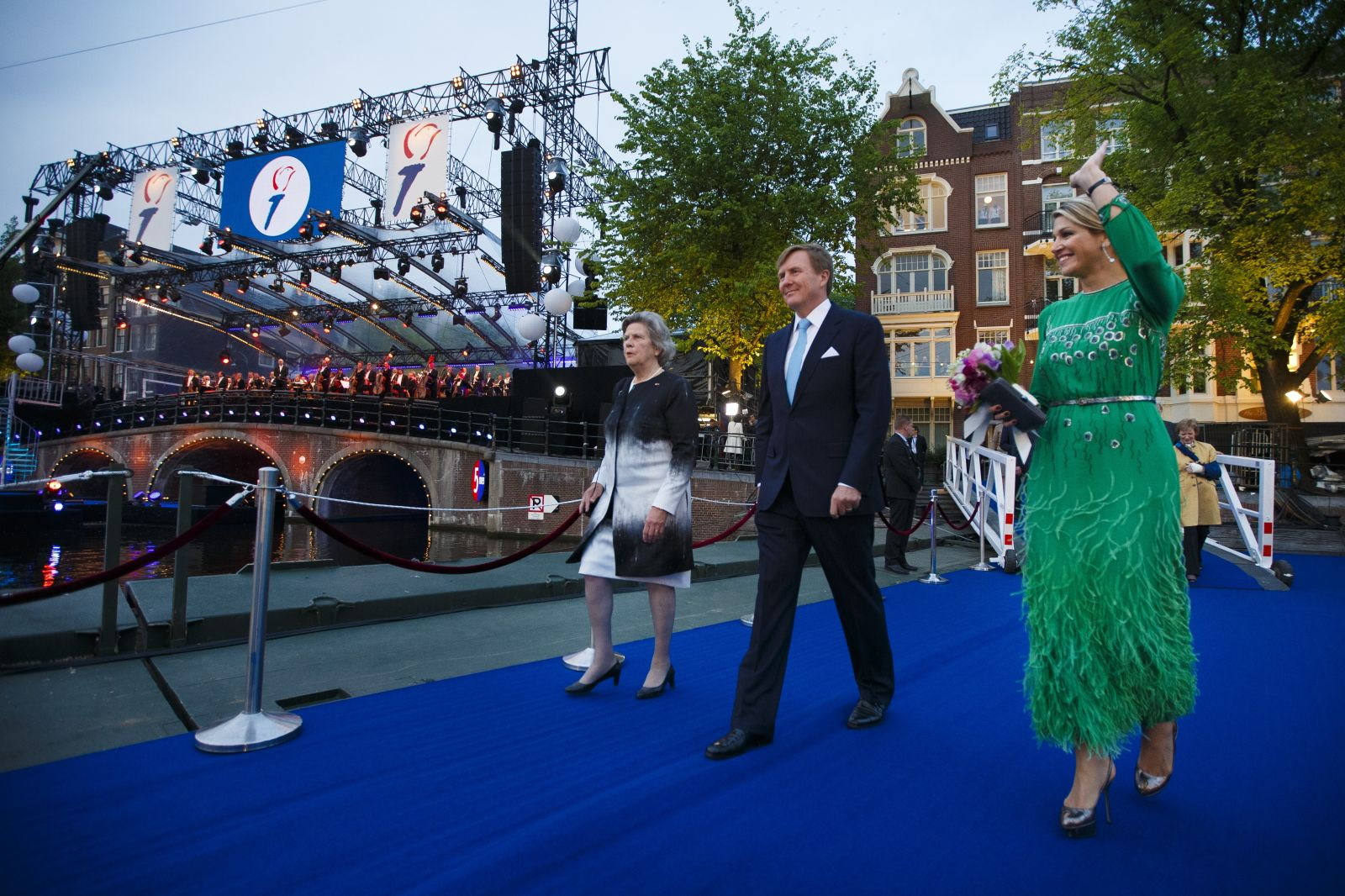
Alexander et Maxima
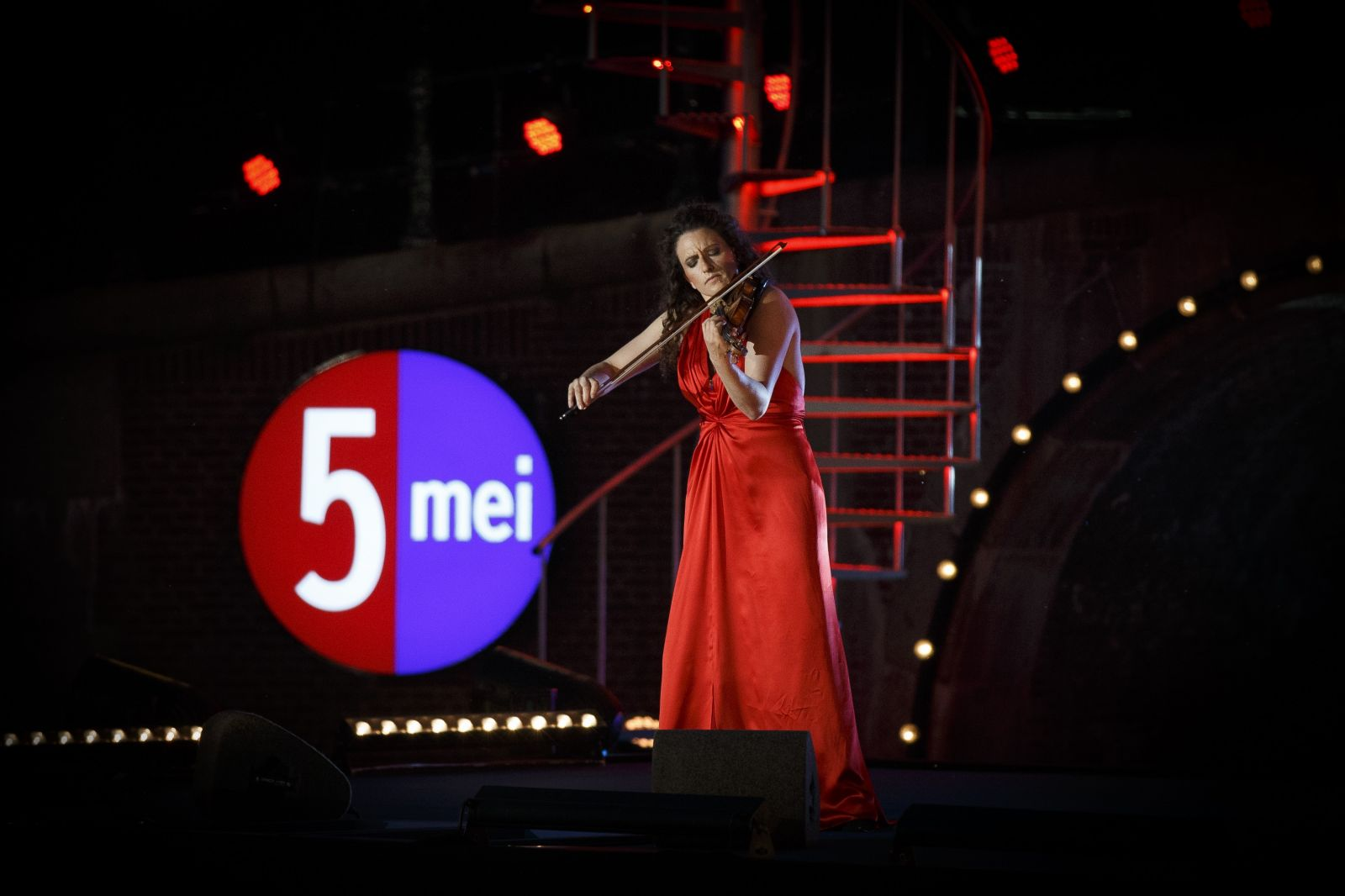
Liza Ferschtman
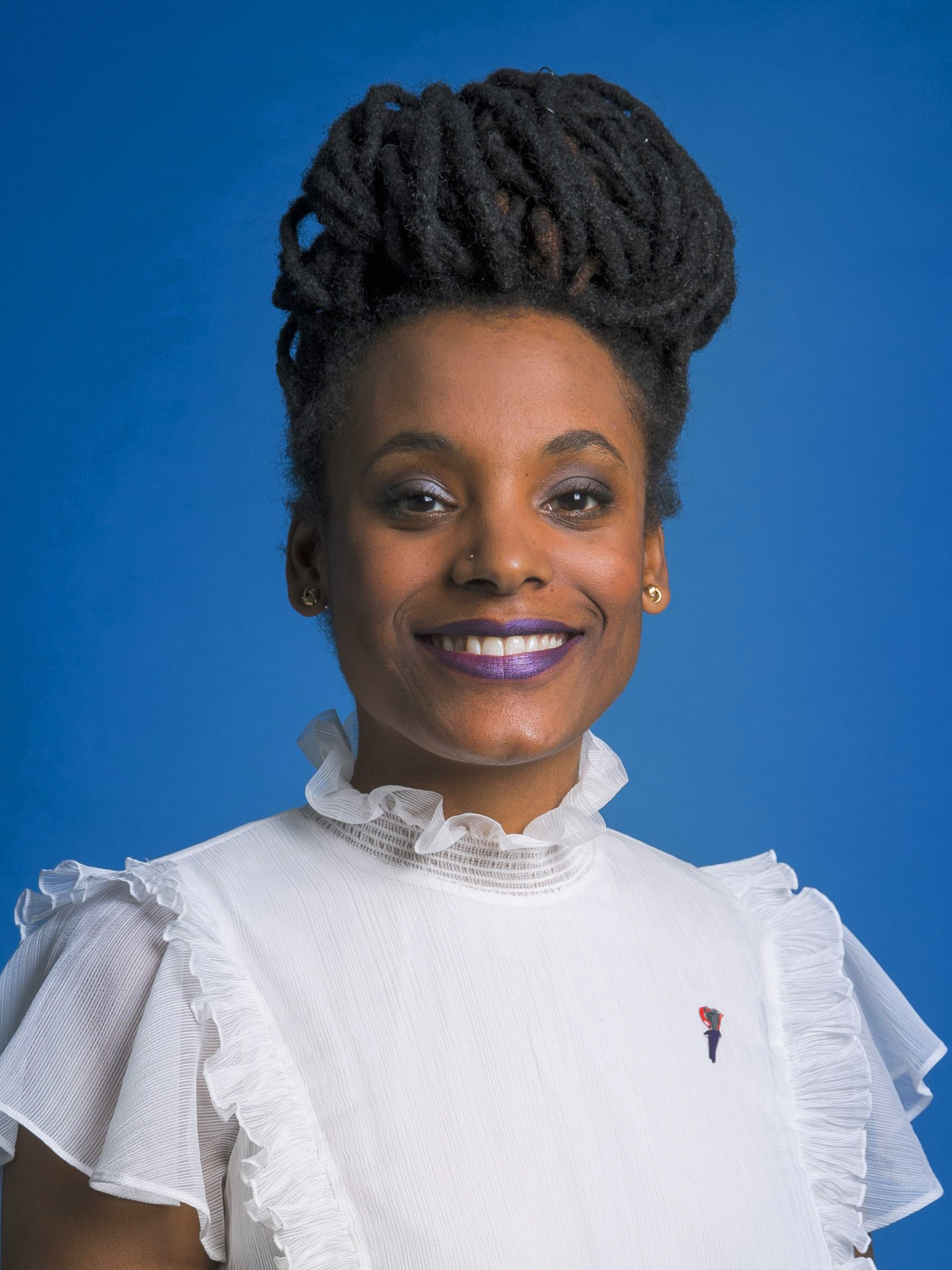
Joy Wielkens
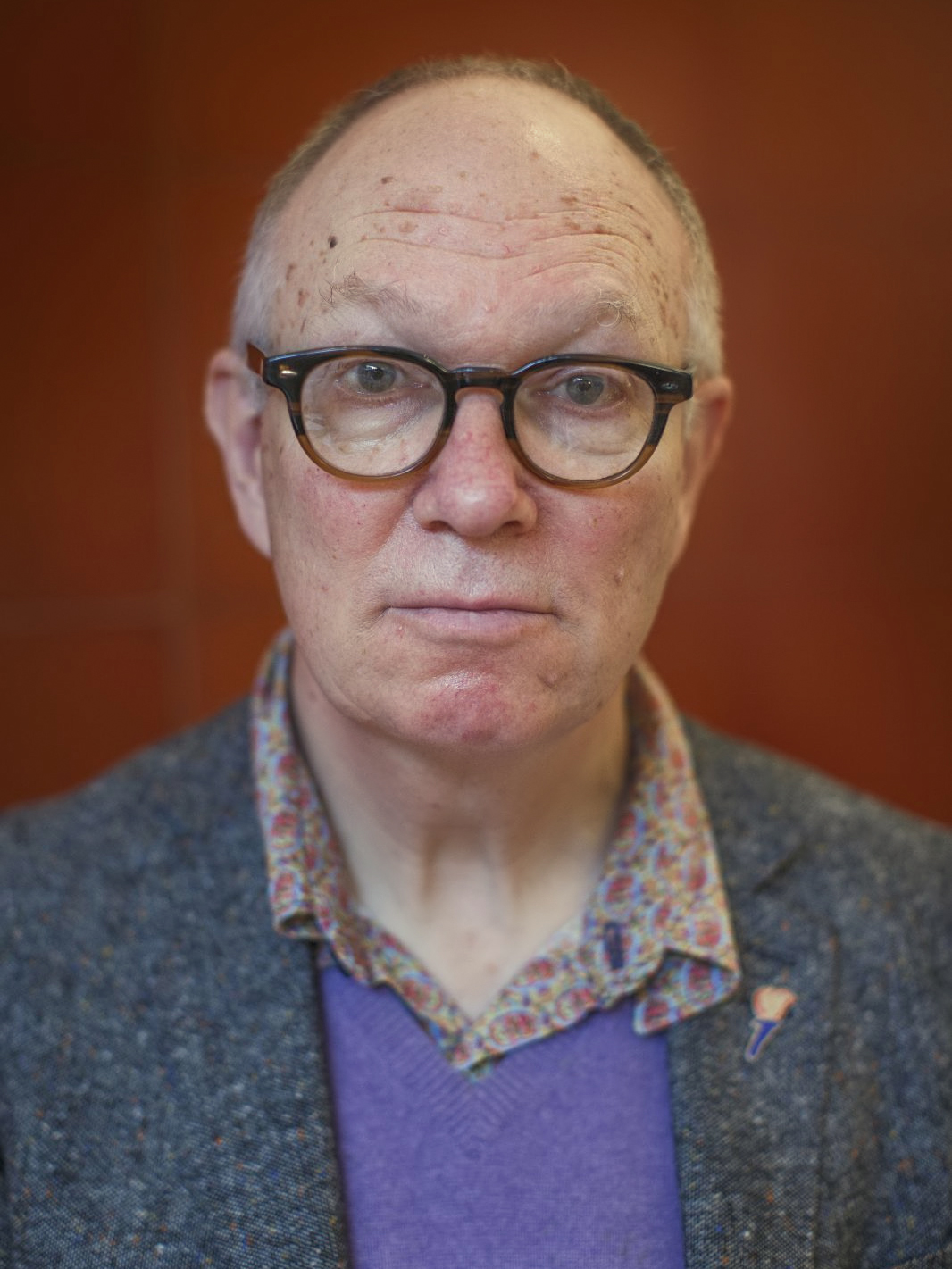
Ian Buruma

## Publications
- Born Free – Mandela’s Generation of Hope[8]